# Jules Guesde
Jules Basile Guesde (ur. 12 listopada 1845 w Paryżu, zm. 28 lipca 1922, Saint-Mandé) – francuski polityk, socjalista, dziennikarz, założyciel (w 1877) socjalistycznego tygodnika l’Égalité.
W 1880 Guesde, razem z Paulem Lafargue, zięciem Karola Marksa, założył Francuską Partię Robotniczą, a w 1893 został wybrany deputowanym do Zgromadzenia Narodowego. Francuska Partia Robotnicza targana ciągłymi wewnętrznymi walkami frakcyjnymi i głęboko podzielona w 1895 rozpadła się na pięć różnych partii lewicowych.
W 1900 r. grupa socjalistów pod przywództwem Guesdego i Edouarda Vaillanta utworzyła Socjalistyczną Partię Francji. Partia Guesdego, dręczona sprzecznościami połączyła się ponownie z Francuską Partią Socjalistyczną, której przewodził Jean Jaurès.
Jules Guesde, w momencie wybuchu I wojny światowej wszedł do rządu jedności narodowej René Vivianiego jako minister bez teki i pełnił tę funkcję do końca 1916 r.